# Paula Ransanz Teruel
Paula Ransanz Teruel   (Reus, 13 de novembre de 2002) és una futbolista catalana que juga com a centrecampista a l'AEM Lleida de la Primera Federació Femenina des del 2024.
El 2016, a l'edat de 14 anys, va debutar a la divisió juvenil del club local, el Reus Deportiu, del qual va formar part fins al 2018. En 2019, a l'edat de 17 anys, va debutar professionalment en el primer equip del Joventut Almassora CF, que en aquell moment disputava la Primera Nacional. El 2021, als 19 anys, va començar a jugar al CD Pozoalbense, equip en què només va estar un any, aconseguint l'ascens a la Primera RFEF. En 2022 va fitxar per al CDE Racing Féminas i el 2024 per l'AEM Lleida.